# Lyropecten nodosus
Espèce
Lyropecten nodosus est une espèce de mollusques bivalves de la famille des Pectinidae.

## Philatélie
Ce coquillage figure sur une émission de l'Angola de 1974 (valeur faciale : 6 $).